# Championnats d'Europe de char à voile 1999
Navigation
1998 2000
Les 37e championnats d'Europe de char à voile 1999, organisés par le pays hôte sous l'égide de la fédération internationale du char à voile, se sont déroulés à Borkum en Allemagne,.

## Podiums
| Épreuve         | Or               | Argent          | Bronze              |
| --------------- | ---------------- | --------------- | ------------------- |
| Classe Standart | Damien Telle     | Paul Ganier     | Yann Demuysere      |
| Classe 2        | Pascal Demuysere | Henri Demuysere | Peter Allemeersch   |
| Classe 3        | Bertrand Lambert | Gabriel Valat   | Gareth John Rowland |
| Classe 5        | Brice Petit      | Xavier Faucon   | Aurélien Morandière |

## Tableau des médailles par nation
| Rang | Nation      | Or | Argent | Bronze | Total |
| ---- | ----------- | -- | ------ | ------ | ----- |
| 1    | France      | 3  | 3      | 1      | 7     |
| 2    | Belgique    | 1  | 1      | 2      | 4     |
| 3    | Royaume-Uni | -  | -      | 1      | 1     |